# Föld kincsei emlékkút

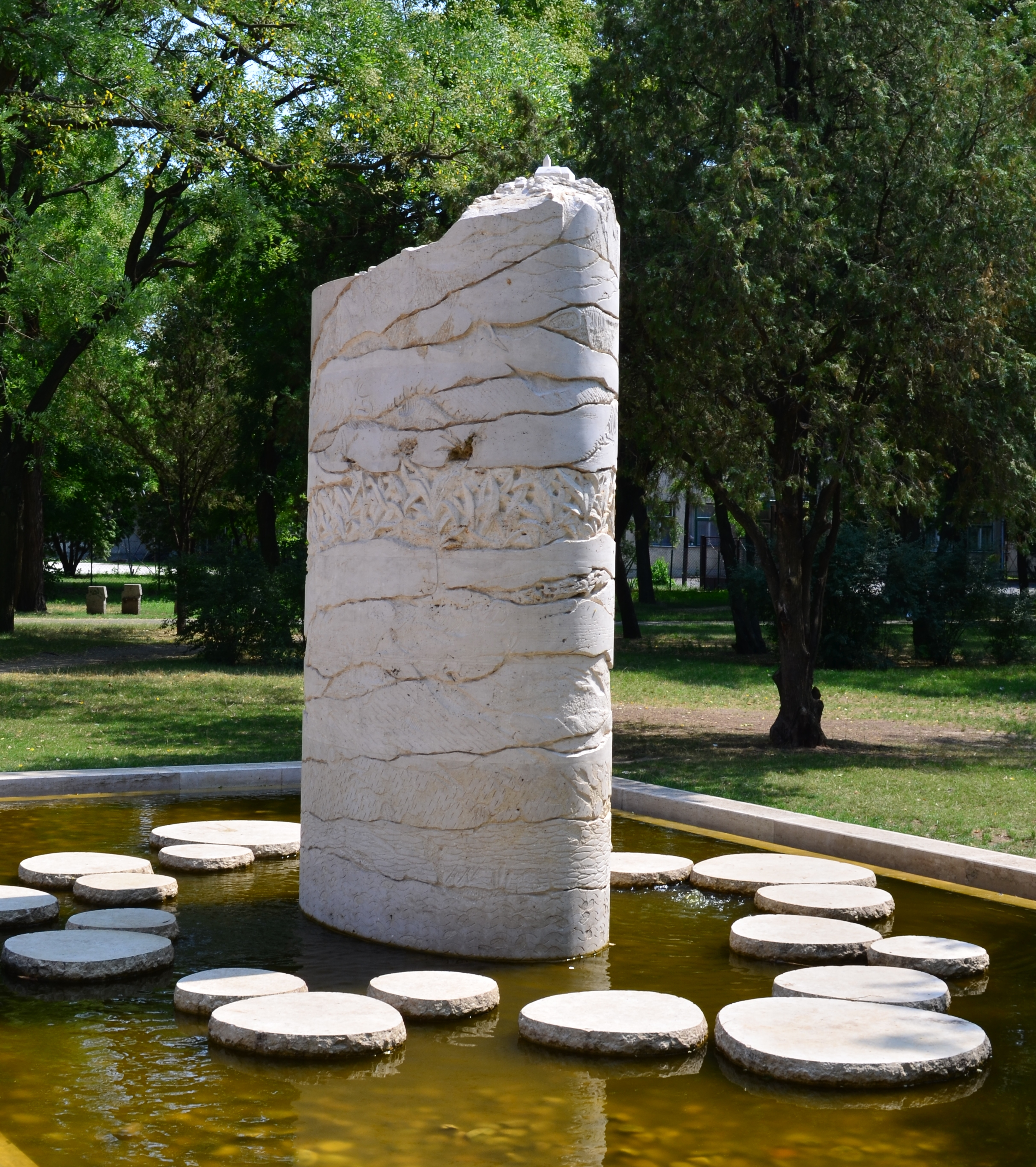
Az emlékkút mészkőszobra

A Föld kincsei emlékkút egy kútszobor Dorogon, a József Attila Művelődési Ház előtt.

## Története
A hatvanadik bányásznap (2010) alkalmából pályázatot hirdettek Dorogon az Otthon tér régi kútszobrának újraalkotására. Az elbírálásnál fontos szempont volt, hogy a pályamű ne a szokott bányászsémák felhasználásával állítson emléket a dorogi szénbányászatnak. A Stremeny Géza által leadott, végül győztes terv a különböző földtörténeti rétegeket, a föld mélyén rejlő titokzatos világot mutatja be.
A kút közepén álló, henger alakú mészkőszobor egymásra épülve ábrázolja a földtörténeti rétegek jellemzőit, míg a tetején álló stilizált városkép Dorogot szimbolizálja. A kút két sarkában egy-egy egész alakos teknősszobor áll, melyek még a korábbi kút szereplői.

## Képek

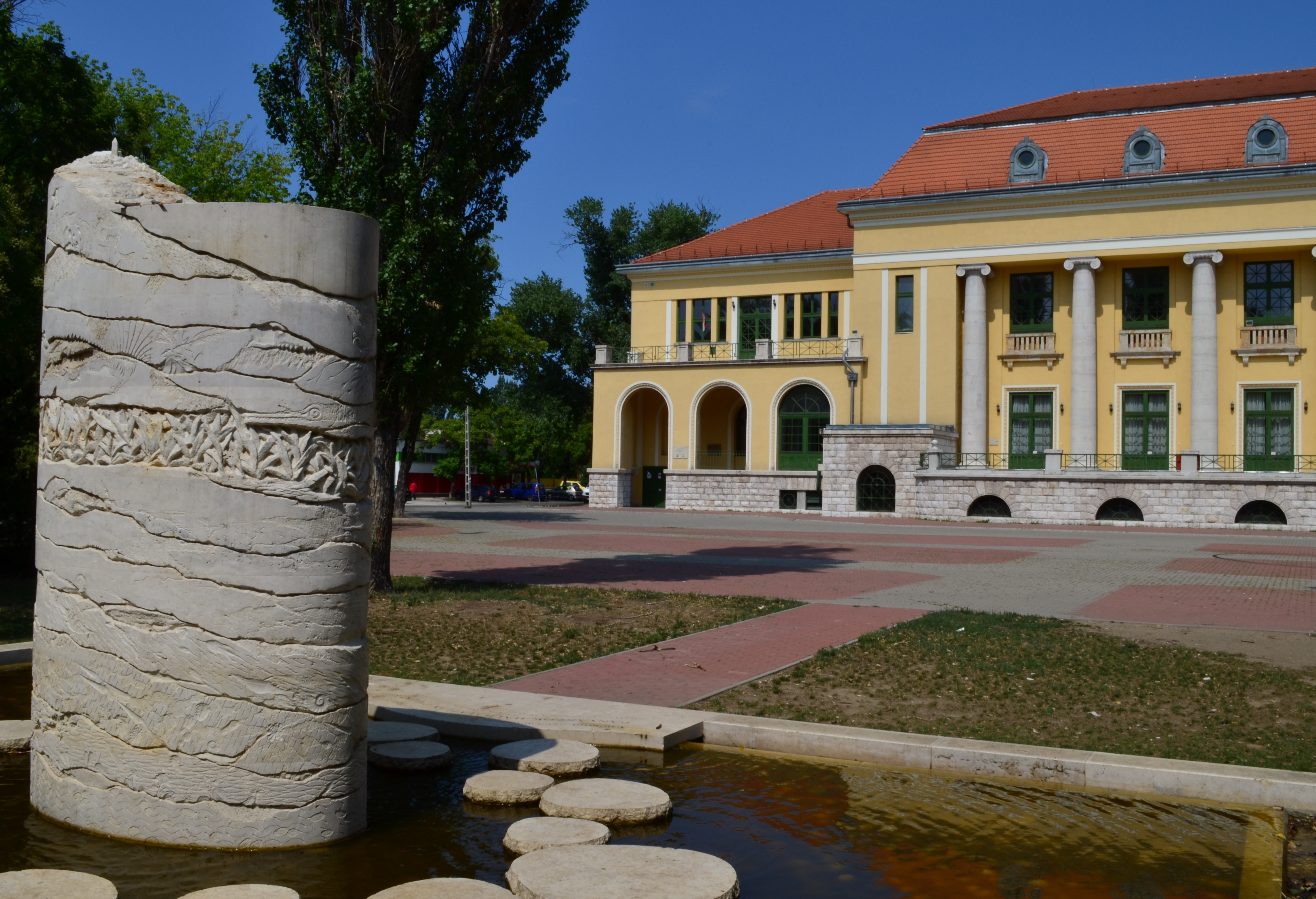
A kút, háttérben a művelődési házzal
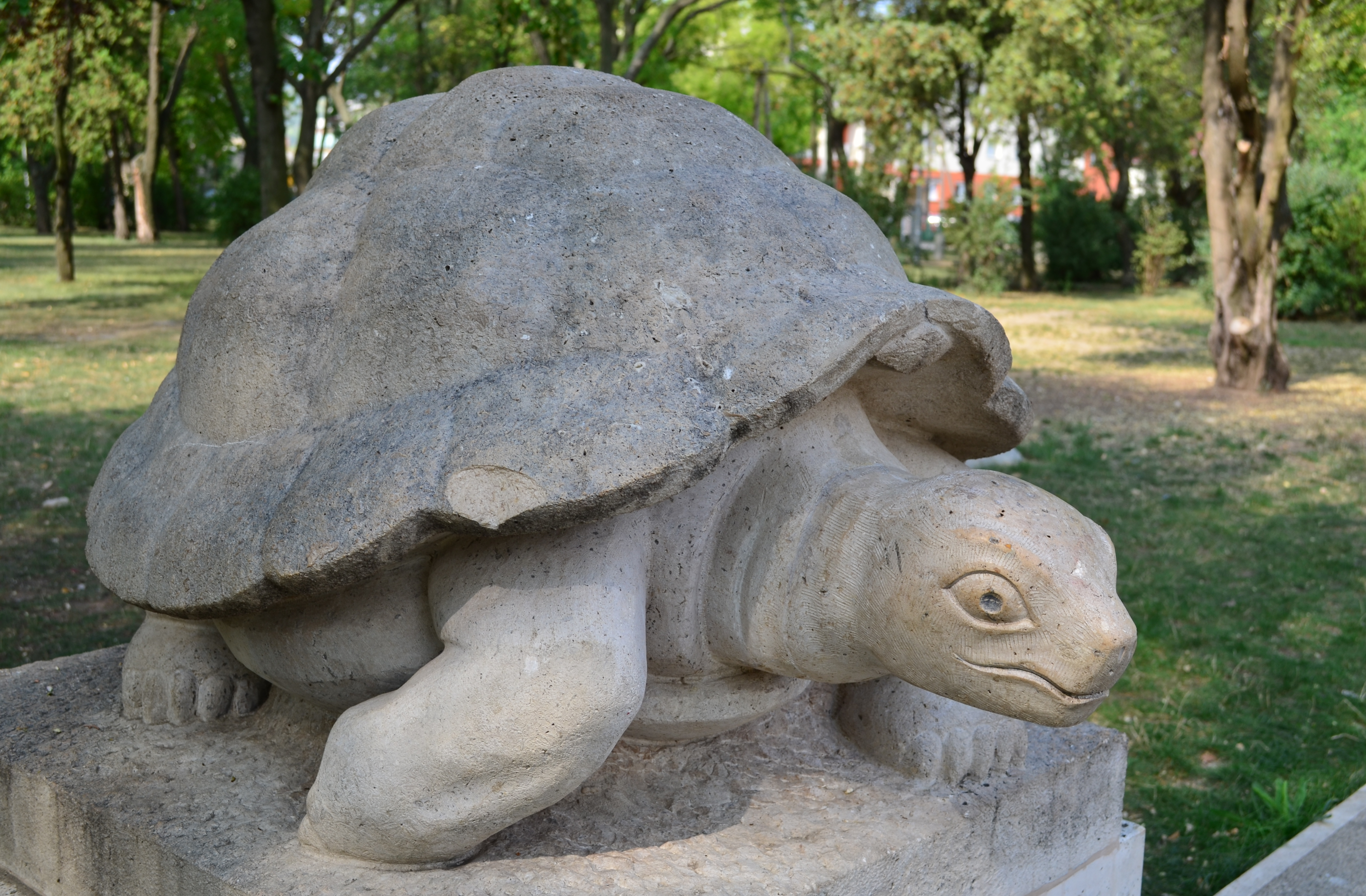
A kút egyik teknősszobra
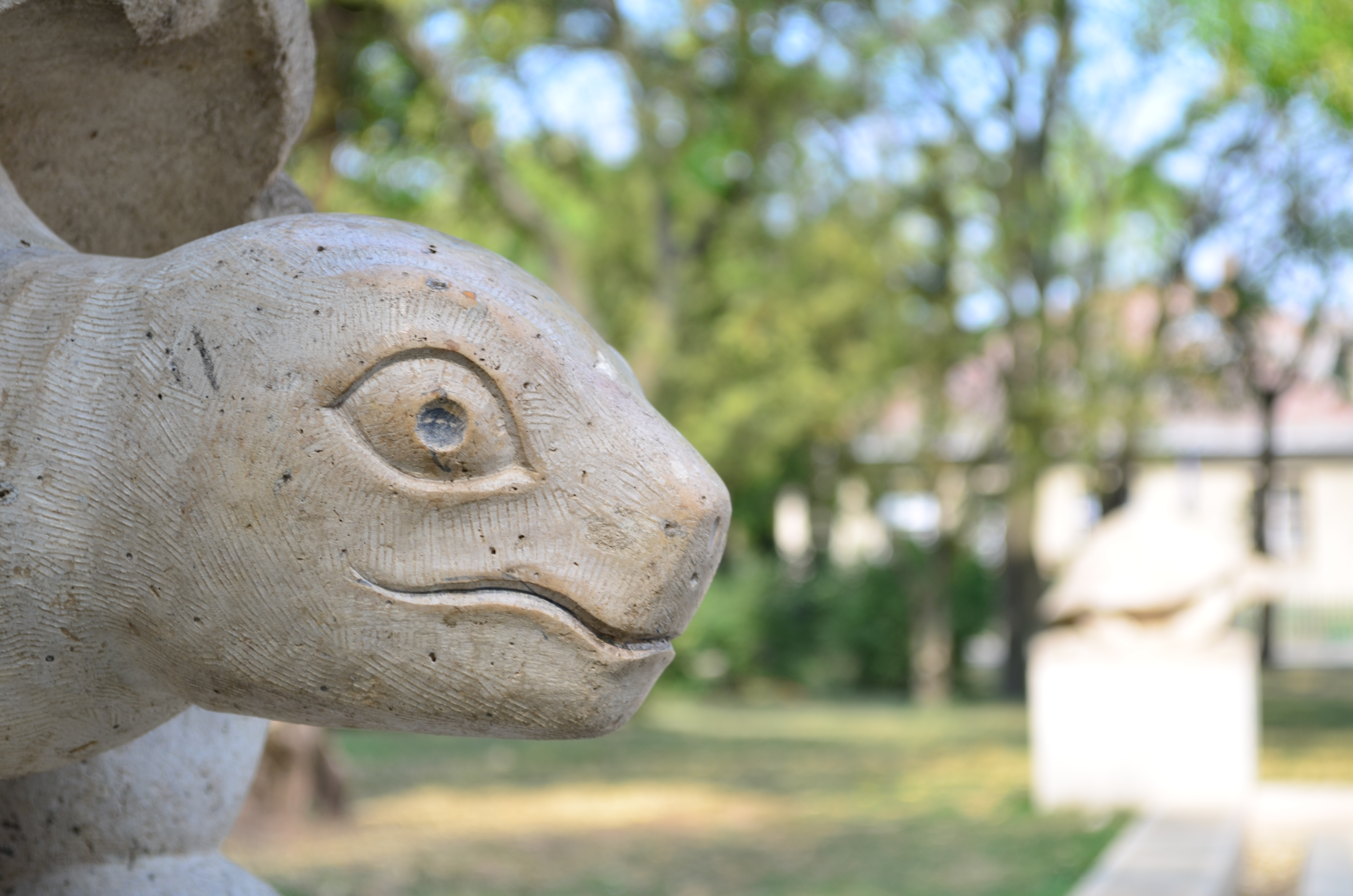
A teknősszobor feje
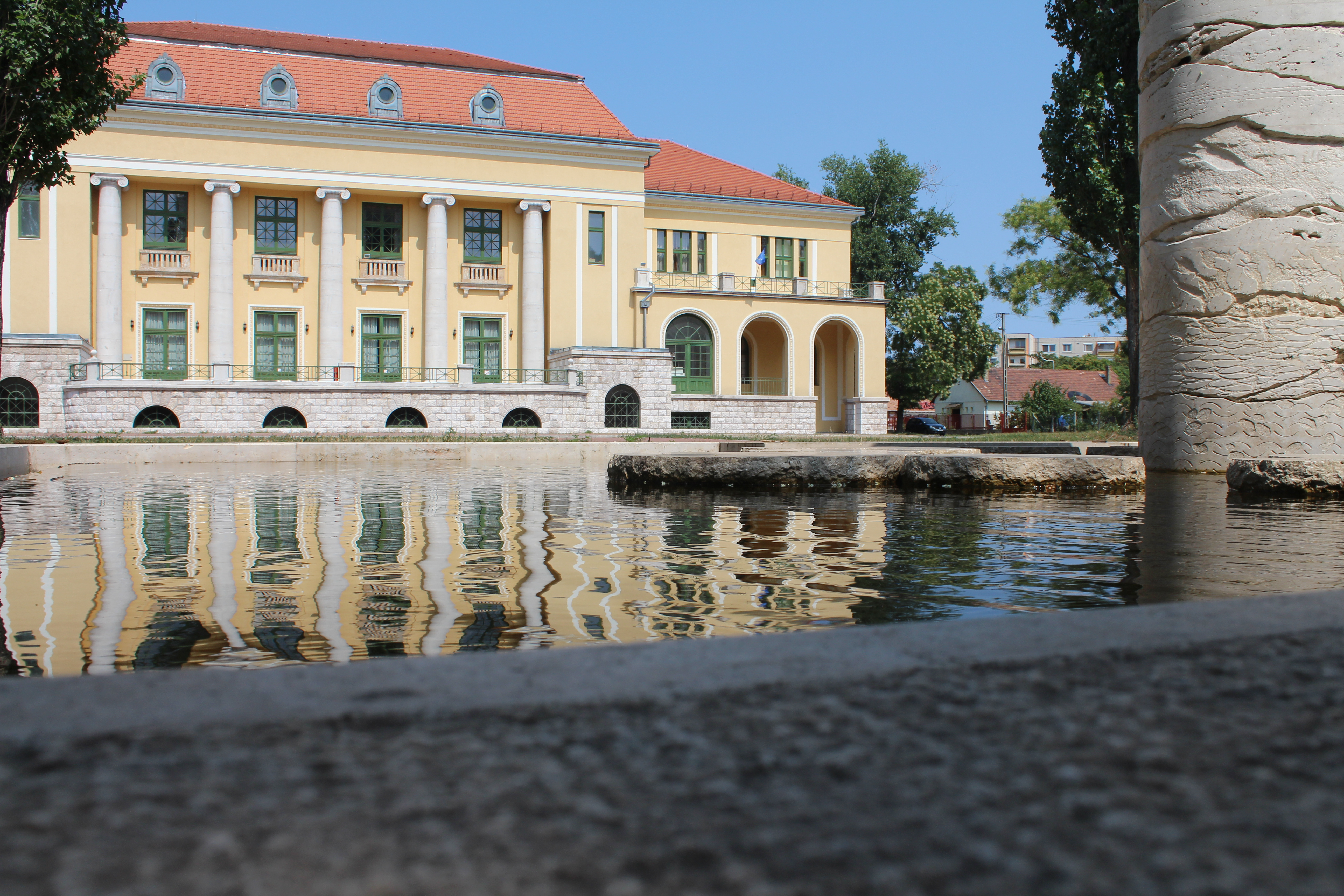
A kút vize, a szobor és a művelődési ház